# Llull (Cassú)
Llull és una òpera amb música de Francesc Cassú i llibret en català de Jaume Cabré, sobre la vida de Ramon Llull, estrenada el 23 i 24 de novembre de 2018 a l'Auditori de Girona.

## Gènesi de l'obra
La composició d'aquesta òpera neix d'un encàrrec de l'empresari i mecenes Josep Lagares, president de Metalquímia, al músic Francesc Cassú, de compondre una òpera de temàtica catalana. Aquests van encarregar un llibret al novel·lista Jaume Cabré, qui va triar que l'obra girés entorn de la figura de Ramon Llull com a referent i gran ambaixador de la cultura catalana.
L'obra es va començar a gestar el 2010, però un cop escrita cap teatre es va decidir a estrenar-la, ni tan sols el 2016, quan es commemorava els 700 anys de la mort de Ramon Llull. Va ser el 2018 quan amb l'impuls altre cop de Metalquímia es va estrenar a Girona, amb la participació de la Simfònica de Cobla i Corda i la Polifònica de Puig-reig.

## Argument
L'obra consta de dotze escenes, repartides en un pròleg i dos actes, ubicades en deu espais diferents, al llarg de la Mediterrània. Llull, ja gran, rep la visita del dominic Nicolau Eimeric que li comunica que Jerusalem ha estat alliberat de l'islam pels cavallers del Temple. El protagonista també rep una carta de la filla Magdalena per avisar-lo de la mort de la mare i que trenca tota relació amb ell perquè mai els ha fet de pare. Eimeric exhorta Llull a ingressar a l'orde dels dominics, però aquest ho refusa perquè la seva dèria és viatjar a Terra Santa i convertir els infidels, i escriure la seva obra pensada com un instrument per convèncer jueus i musulmans.
De camí a Jerusalem, Llull és víctima d'un intent d'assassinat, del qual és salvat pel seu amic Jacques de Molay, mestre dels Templers, i el seu company Bernat d'Issac. Eimeric, que ja és inquisidor, es presenta a casa de Magdalena, filla de Llull, per detenir-lo. Com que no l'hi troba, requisa els seus llibres per si són sospitoses d'heretgia. Magdalena, que odia el seu pare, se'n desprèn sense recança. L'esperit de Blanca se li apareix per recriminar-li aquesta conducta.
El rei de França aconsegueix que el Papa dissolgui l'ordre del Temple, i Molay és fet presoner. Eimeric, per atreure Llull, envia una falsa carta en què Molay li demana ajuda. En acudir Llull és fet presoner per heretge. Llull, disposat a morir per la fe, reconeix que el que l'entristeix és l'odi que sent per ell la seva filla.
Issac treu Llull de la presó, en canvi Molay morirà a la foguera. L'esperit de Blanca parla amb Magdalena i li diu que no menyspreï l'obra del seu pare, ja que si bé no es va portar bé amb elles, és un bon home. Magdalena fa les paus amb el seu pare, cosa que li renova les energies i viatja a Bugia per convertir tots els musulmans. Allà té un debat amb savis d'altres religions, un jueu i un musulmà. Acaba lapidat per una multitud. Recollit per uns mariners, Llull mor en el viatge de retorn a Mallorca, mentre el cor posa en valor el llegat de la seva obra.

## Estrena
L'òpera Llull es va estrenar en dues funcions el 23 i el 24 de novembre de 2018, a l'Auditori de Girona, amb direcció escènica de Xavier Albertí, director artístic del TNC, dins la programació del Festival Temporada Alta. No disposant de fossat, el muntatge posava l'orquestra sobre l'escenari, en un semi-muntatge amb actors vestits amb roba de carrer, i amb l'única decoració de cinc mil llibres disposats en forma de muret, on s'asseien els actors. Està previst que en la temporada 2020-2021 es representi també en una funció al Teatre Nacional de Catalunya.

### Repartiment
L'estrena de l'obra a Girona va tenir el següent repartiment:
- Roger Padullés (tenor), Ramon Llull
- Marta Mathéu (soprano), Magdalena Llull (filla del filòsof)
- Toni Marsol (baríton), Nicolau Eimeric
- Gemma Coma-Alabert (mezzosoprano), Blanca Picany (muller del filòsof)
- Oriol Rosés (contratenor), Felip IV, rei de França
- Ezequiel Casamada (tenor), Jacques de Molay
- Ricard Sabata (tenor), Bevedor. Monjo cartoixà
- Joan Garcia Gomà (baríton), Bernat d'Issac
- Ferran Frauca (baríton), Tomeu. Rabí
- Marc Pujol (baix), Muftí de Bugia, Papa Climent V
- Orquestra: Simfònica de Cobla i Corda de Catalunya
- Cor: Polifònica de Puig-reig

La direcció va anar a càrrec del mateix autor, Francesc Cassú.

## Enregistraments
L'òpera fou enregistrada en un doble CD, que es posà a la venda el mateix dia de l'estrena. A l'enregistrament hi van participar els mateixos solistes, cor i orquestra que a l'estrena.